# Taktikon Uspensky
Taktikon Uspensky o Uspenskij es el nombre convencional de un tratado sobre la estructura administrativa, el protocolo y la precedencia en la corte del Imperio bizantino escrito en el siglo IX, que enlista a los funcionarios civiles, militares y eclesiásticos. Nikolaos Oikonomides lo fecha entre 842 y 843, convirtiéndolo en el primero de una serie de documentos llamados taktika que se conservan desde los siglos IX y X. El nombre del documento se debe al bizantinista ruso Fyodor Uspensky, quien lo descubrió a finales del siglo XIX en un manuscrito de la biblioteca del patriarcado griego de Jerusalén (codex Hierosolymitanus gr. 39) que data de los siglos XII-XIII y que también contenía una parte del Kletorologion de Philotheos, una taktika posterior.